# Diolcogaster masoni
Diolcogaster masoni är en stekelart som beskrevs av Saeed, Austin och Paul C. Dangerfield 1999. Diolcogaster masoni ingår i släktet Diolcogaster och familjen bracksteklar. Inga underarter finns listade i Catalogue of Life.